# Ар-Бі-Сі-центр
 «Ap-Бі-Сі-центр»  (англ. RBC Center) — спортивний комплекс у Ралі, Північна Кароліна (США), відкритий у 1999 році. Місце проведення міжнародних змагань з кількох видів спорту і домашня арена для команди Кароліна Гаррікейнс, НХЛ.